# خداکشی

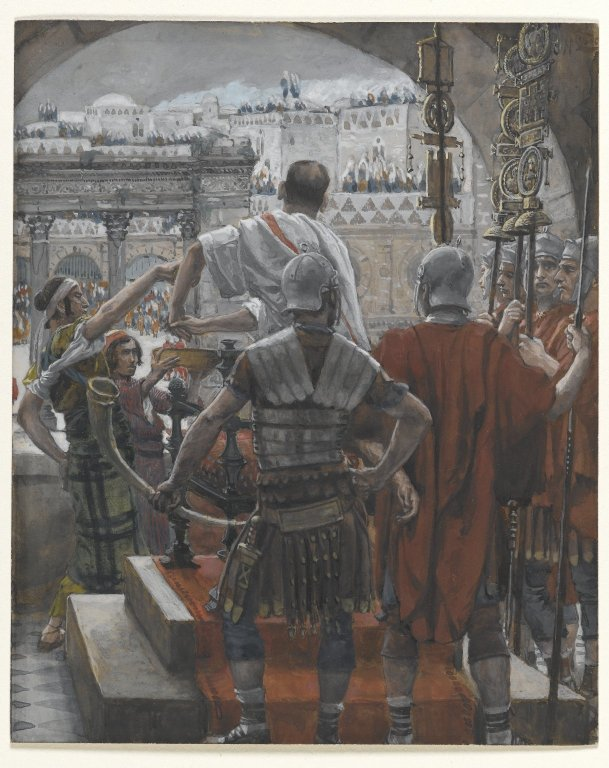
پونتس پیلاتس دست‌های خود را در برابر یهودیان می‌شوید تا خود را از خون عیسی مبرا کند.

خداکشی کشتن یک خدا است. در اصطلاح معمول این واژه به مصلوب کردن عیسی اطلاق می‌شود (زیرا مسیحیان اعتقاد دارند که عیسی یک از سه وجه خدا بود.) ولیکن می‌تواند به هر نوع خدایی اطلاق شود.
خداکشی یهودیان، آنان را به دلیل مصلوب کردن عیسی به شکل قومی مقصر دانسته و همه آنان را به صورت جمعی گناهکار می‌داند.

## در کتاب مقدس
بر اساس عهد جدید، یهودیانِ اورشلیم عیسی را به کفرگویی متهم کردند و درخواست مجازات مرگ برای نمودند؛ ولیکن بر اساس کتاب مقدس یهودیان اجازه نداشتند او را به این دلیل، خود مجازات کنند. البته این مسئله مورد تردید محققان است زیرا در ادامه کتاب مقدس در بخش اعمال دادگاه یهودی سنت استفان را به دلیل طرفداری از عیسی کافر می‌داند و خود نیز حکم سنگسار او را اجرا می‌کند. یهودیان سپس عیسی را به نزد پونتس پیلاتس می‌برند که فرمانده رومی ایالت یهودا بود. بر اساس کتاب مقدس پونتس مایل به اعدام عیسی نبود و در مقابل چشم‌های قوم یهود دستان خود را شست و به آن‌ها گفت که مایل نیست خون عیسی بر گردن وی باشد. در این زمان جمعیت یهودی که این مسئله را می‌دیدند به صورت جمعی فریاد زدند:

## گناه یهودیان
بیشتر متون مسیحی به صورت سنتی یهودیان به عنوان یک قوم را در کشتن عیسی مقصر می‌داند؛ ولیکن در سال ۱۹۶۲ میلادی شورای دوم واتیکان تحت نظر پاپ پل ششم یهودیان را از گناه کشتن عیسی مبرا کرد. بر اساس این تفسیر جدید یهودیان در زمان عیسی در مرگ او مقصرند ولیکن یهودیان فعلی نمی‌توانند در این زمینه گناهکار محسوب شوند. در سال ۱۹۹۸ کلیسای لوتری دستورالعملی منتشر کرد و از کلیسا خواست که در مراسم یادبود مصلوب شدن عیسی از بدگویی علیه یهودیان خودداری کنند و به دستورالعمل رابطه مسیحیت-یهودیت که توسط کلیسا چاپ شده است توجه نمایند.